# Paranaudus
Paranaudus is een geslacht van rechtvleugeligen uit de familie krekels (Gryllidae). De wetenschappelijke naam van dit geslacht is voor het eerst geldig gepubliceerd in 1878 door Saussure.

## Soorten
Het geslacht Paranaudus omvat de volgende soorten:
- Paranaudus micropterus Chopard, 1952
- Paranaudus terebrans Saussure, 1878